# 宝陕局
宝陕局，清朝设立于陕西省西安府的铸钱局，原称“陕西省铸钱局”，又称“西安府局”。陕西省铸钱局初设于顺治二年（1645年），同年开始铸钱。乾隆十三年（1748年）改名宝陕局，曾多次停铸和复铸，最后一次铸钱为光绪十三年（1887年）。

## 历史
顺治二年（1645年）十二月，陕西省设立钱局，称西安府局，铸顺治通宝。雍正元年，开铸雍正通宝，后停铸。乾隆十三年（1748年），陕西省复开钱局，在省城西安府设炉十座，背文满语宝陕二字，每年开铸二十四卯。嘉庆元年，开铸嘉庆通宝。道光元年，开铸道光通宝。咸丰元年，开铸咸丰通宝。咸丰四年五月初十，开铸咸丰当十、当五十、当百打钱。咸丰八年，开铸更改更改重量后的咸丰大钱。同治元年（1862年），开铸同治通宝，背满文局名。
宝陕局最初使用来自日本的洋铜，乾隆十七年开始使用川铜和滇铜，后洋铜用量逐渐减少，主要原料来自川、滇两省，陕西省内自开矿的铜矿也开始使用。